# Шепель Георгій Андрійович

## Біографія
Народився 8 вересня 1901 ріка в селі Станіслав (Білозерський район),в родині рибалки.
До служби в армії  Шепель працював токарем на заводі імені Марті в місті Миколаїв.  С вересня 1919 року по квітень 1920 року добровільно брав участь в Громадянській війні проти військ Врангеля.

## Військова служба

### Міжвоєнний час
22 вересня 1922 року покликаний в РСЧА Херсонським військкоматом і направлений в місто Брянськ в Тульську стрілецьку дивізію, через 2 місяці зарахований в дивізійну школу в місто Новозибків. У листопаді дивізійна школа була переведена до Москви. Після її закінчення призначений в окремий батальйон охорони РВС і Штабу РСЧА, в його складі проходил службу командиром відділення, помічником командира взводу і старшиною навчальної школи. 18 травня 1925 року звільнений в запас. Після звільнення виїхав в місто Керч де працював на Керченському металургійному комбінаті ім. П. Л. Войкова.  У січні 1932 року Шепель через райвійськкомат був направлений на перепідготовку в 6-й корпусний центр в міста Одеса, після її завершення 9 березня того ж року знов був зарахований в кадри РСЧА і призначений в 44-й стрілецький полк 15-й Сиваської стрілецької дивізії КВО в місто Миколаїв. У цьому полку прослужив понад 8 років — в. п. командира  взводу, помічником начальника штабу і начальника штабу батальйону, помічником начальника штабу полку. У квітні 1940 року переведений в 321-й стрілецький полк в місто Севастополь, де в. п. заступника начальника штабу полку і заступником командира батальйону. У 1940 році Шепель закінчив заочний факультет Військовой академії РСЧА ім. М.В.Фрунзе. У січні 1941 року направлений в САВО командиром батальйону 499-го окремого  стрілецького полку, в квітні призначений командиром батальйону 830-го стрілецького полку 238-й стрілецькій дивізії в місто Семипалатинськ.

### Німецько-радянська війна
У  війни на той же посаді. З 10 серпня 1941 року капітан  Шепель в. п. начальника штабу 125-го запасного стрілецького полку 32-ї запасної стрілецької бригади САВО. Полк виконував завдання по прикриттю південного кордону СРСР і формуванню частин для армії, що діяла. У лютому 1942 року призначений начальником оперативного відділу штабу 8-й стрілецькій дивізії цього ж округу, що знаходилася на формуванні в місті Семипалатинськ. З 23 квітня по 5 травня 1942 року вона була перекинута на Брянський фронт в 3-тю армію. Після прибуття в травні капітан  Шепель був призначений заступником командира 310-го, а в червні — командиром 229-го стрілецького полку цієї ж дивізії. Влітку 1942 роки дивізія в складі 48-й, потім 13-й армій цього ж фронту брала участь в Воронежсько-ворошиловградськой оборонної операції.
З січня по червень 1943 року підполковник  Шепель знаходився на навчанні в Вищий військової академії ім. К.Е.Ворошилова (прискорений курс), після закінчення призначений заступником командира 238-й стрілецькій дивізії Брянського фронту (наказ НКО від 14.5.1943). У серпні дивізія у складі 46-го стрілецького корпусу 11-й армії цього ж фронту брала участь в  Орловськой наступальної операції, у звільненні міста Карачев. Наказом ВГК від 15.08.1943 в ознаменування досягнутих успіхів їй було привласнено найменування «Карачевськая». В кінці серпня дивізія увійшла в 50-ю армію Брянського фронту і успішно діяла в Брянськой наступальної операції. 26 вересня її частини вступили на територію Білорусі і 28 вересня звільнили місто Климовичи. З 1 жовтня 1943 року дивізія у складі армії увійшла до підпорядкування Центрального (з 20.10.1943 — Білоруського, з 24.02.1944 — 1-го Білоруського) фронту. У листопаді 1943 року її частини у складі тієї ж армії брали участь в Гомельсько-речицкой наступальної операції і звільненні міста Новий Бихів, потім до червня 1944 року займали оборону на схід від міста Бихів. З 25 червня 1944 року дивізія успішно діяла в Могильовській, Мінській і Белостокській наступальних операціях. За зразкове виконання завдань командування в цих боях при форсуванні річок Проня і Дніпро, прорив сильно укріпленої оборони німців, а також за опанування міста Могильов вона була нагороджена орденом Червоного Прапора (10.7.1944).
З 28 липня 1944 року дивізія увійшла до складу 49-ї армії 2-го Білоруського фронту і брала участь в Осовецькій наступальній операції в оволодінні  крепості Осовец. В ході подальшого настання її частині опанували міста Ломжа, Новогрод і ліквідовували останній плацдарм противника на лівому березі річки Нарев. За зразкове виконання завдань командування в боях за опанування міста і фортеці Ломжа вона була нагороджена орденом Суворова 2-го ст. (22.9.1944). В кінці вересня дивізія була виведена в другий ешелон, потім в жовтні — грудні 1944 року вела оборонні бої на південний схід від міста Остроленка.З січня 1945 року вона у складі 70-го стрілецького корпусу тих же армії і фронту брала участь в Східно-прусською, Млавсько-ельбінгськой наступальних операціях, в знищенні хельсбергськой угрупування противника. У 1944 році Шепель вступив в ВКП(б).
З 24 березня 1945 року полковник  Шепель допущений до в. п. командира 191-й стрілецької дивізії 49-ї армії 2-го Білоруського фронту і брав участь з нею в Берлінськой наступальної операції, у форсуванні річки Одер і опануванні міст Гартц (Гарц), Везенберг, Світів. 3 травня її частини зустрілися з передовим загоном 7-ї американської армії в районі міста Шлемін, де і закінчили бойові дії.
За час війни комдив Шепель був дев'ять  разів згаданий  в наказах Верховного Головнокомандуючого

### Післявоєнний час
Після війни в серпні 1945 року дивізія була розформована, а полковник  Шепель призначений уповноваженим Контрольного апарату Радянської військової адміністрації при окружних комендатурах в Німеччині, округ Хемніц (Саксонія). З березня 1946 року в. п. заступника начальника відділу по комендантській службі Управління Радянської військової адміністрації федеральної землі Тюрінгия, з березня 1947 року був начальником Управління окружної військової комендатури округу  Шверін.
У серпні 1947 року відряджений в розпорядження Управління кадрів МВО, потім Управління кадрів Сухопутних військ. У січні 1948 року за власним бажанням звільнений в запас і убув в місто Рига. З 31 серпня 1951 року в. п. начальника Пасвальського об'єднаного райвійськкомату Шяуляйськой області Литовської РСР. Наказом військового міністра СРСР від 19.11.1951 знов визначений в кадри Радянської армії із залишенням в колишній посаді. В жовтні 1953 року звільнений у запас.

## Нагороди
СРСР
- два ордена Червоного Прапору (17.03.1945, 1952[3])
- орден Кутузова II ступеня (29.05.1945)
- орден Вітчизняної війни I ступеня (19.07.1944)
- два ордена Червоної Зірки (01.09.1943, 03.11.1944 [3])
- медали в том числе:
  - «За перемогу над Німеччиною у Великій Вітчизняній війні 1941—1945 рр.» (1945)
  - «За взяття Кенігсберга» (1945)

Іноземні нагороди
- Кавалер лицарського ордену «Віртуті Мілітарі» (ПНР, 1945)
- Медаль «За Одру, Нису и Балтику» (ПНР, 1945)